# Rudolf von Seelhorst (General, 1700)
Just Rudolf Seelhorst, seit 1744 von Seelhorst (* 7. Dezember 1700 in Kirchboitzen; † 6. Januar 1779 in Aschersleben) war ein preußischer Generalmajor, Chef des Kürassierregiments „von Vasold“, sowie Ritter des Ordens Pour le Mérite und Amtshauptmann zu Jerichow.

## Leben

### Herkunft
Sein Vater war der Pastor in Kirchboitzen Lewin Seelhorst (1656–1721), seine Mutter Margarethe Sophie Bodecker (1668–1722) aus Hannover.

### Militärlaufbahn
Seelhorst trat 1716 als gemeiner Soldat in das Dragonerregiment „von der Schulenburg“ ein und stieg bis 1725 zum Quartier- und Wachtmeister auf. 1726 wurde er zum Fähnrich befördert und avancierte 1731 zum Leutnant und Adjutanten. 1742 erhielt er von Markgrafen Friedrich von Bayreuth das Kommando über die Leibschwadron, auch überließ er ihm weitgehend das Regiment. So wurde er 1742 Stabshauptmann sowie 1756 Chef einer Schwadron und Major. 1760 wurde er Oberstleutnant und Regimentskommandeur. Am 1. September 1764 stieg er zum Oberst auf, wurde 1769 Generalmajor und zum Chef des Kürassierregiments „von Vasold“ ernannt. Bereits 1766 wurde er zum Amtshauptmann von Jerichow ernannt.
Er war an zahlreichen Schlachten beteiligt. Seelhorst kämpfte 1740 in der Schlacht bei Mollwitz und 1742 in Chotusitz, wo er einen Schuss in den Hals erhielt. Er war bei Hohenfriedberg, Kesselsdorf, Lobositz, Breslau, Leuthen und Torgau. Ferner war er bei beiden Belagerungen von Prag dabei sowie bei der Belagerung von Olmütz.
Persönlich hervorheben konnte er sich nach der Schlacht von Hohenfriedeberg im Gefecht bei Neustadt am 31. Juli 1745. Mit seiner Einheit konnte er ein ganzes Korps Reiterei und Kroaten vertreiben. Dafür erhielt er vom König ein Geschenk von 500 Talern. In der Schlacht von Torgau war seine Schwadron die als erste auf die Infanterie stieß. 
Für seine Tapferkeit wurde er am 16. März 1744 durch König Friedrich II. in den preußischen Adelsstand erhoben.

### Familie
Seelhorst heiratete 4. Juni 1744 Beate Charlotte von Böckern (1729–1753), mit der er folgende Kinder hatte:
- Maria Charlotte (1746–1832) ⚭ 1767 Henning Friedrich von Seelhorst († 1814), Chef des großherzoglich oldenburgischen Hofes in Plön, Eltern von Just Friedrich von Seelhorst
- Sophie Elisabeth Justine (*/† 1747)
- Friedrich Moritz Otto (*/† 1748)
- Just Friedrich Wilhelm (1749–1751)
- Karoline Fredrike (1750–1807)

⚭ 1767 (Scheidung) Heinrich Graf von Dyherrn, Major, Herr auf Nistitz
⚭ 1773 Jean Claude de Pennavaire, Rittmeister
- Sophie Ulrike Franziska Justine (1752–1828) ⚭ 1772 Friedrich Johann von Borcke († 1777), preußischer Major
- Moritz Rudolf (1753–1815), Oberst a. D. ⚭ 1784 Juliane Charlotte Luise Karoline von Raven (1770–1830)

Nach dem Tod seiner ersten Frau ehelichte Seelhorst am 4. September 1754 Florentine Dorothea von der Dollen (1719–1791) aus dem Hause Klein-Luckow. Sie überlebte ihren Mann und erhielt eine königliche Pension. Das Paar hatte mehrere Kinder:
- Just Friedrich Karl (1755–1812) ⚭ 1791 Karoline Henriette von Holleufer (1774–1833), Eltern von Ferdinand von Seelhorst
- Karl Rudolf Ernst (1756–1757)
- Luise Dorothea Ernestine (1759–1819)[1]

⚭ Christian Friedrich von Weyrach († 1802), preußischer Major, Herr auf Röversdorf
⚭ N.N. von Kalckreuth, preußischer Major